# إيليت دينجرس
إيليت دينجرس (بالإنجليزية: Elite Dangerous) هي لعبة محاكاة طيران في الفضاء من تطوير ونشر شركة فرونتير دفلوبمنتس. صدرت اللعبة في 16 ديسمبر 2014 على أجهزة مايكروسوفت ويندوز.